# Javorník nad Veličkou

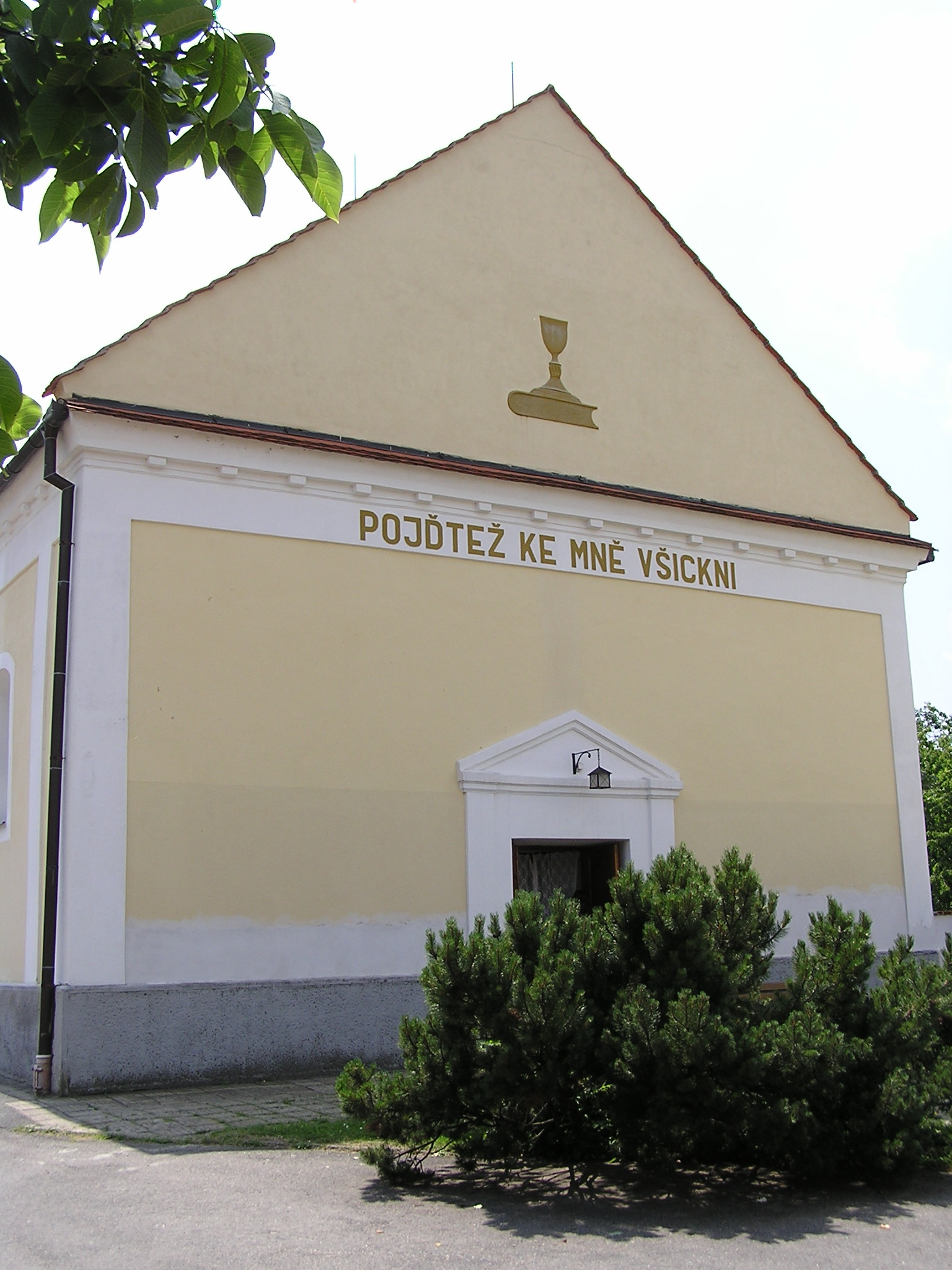
Evangelische Kirche

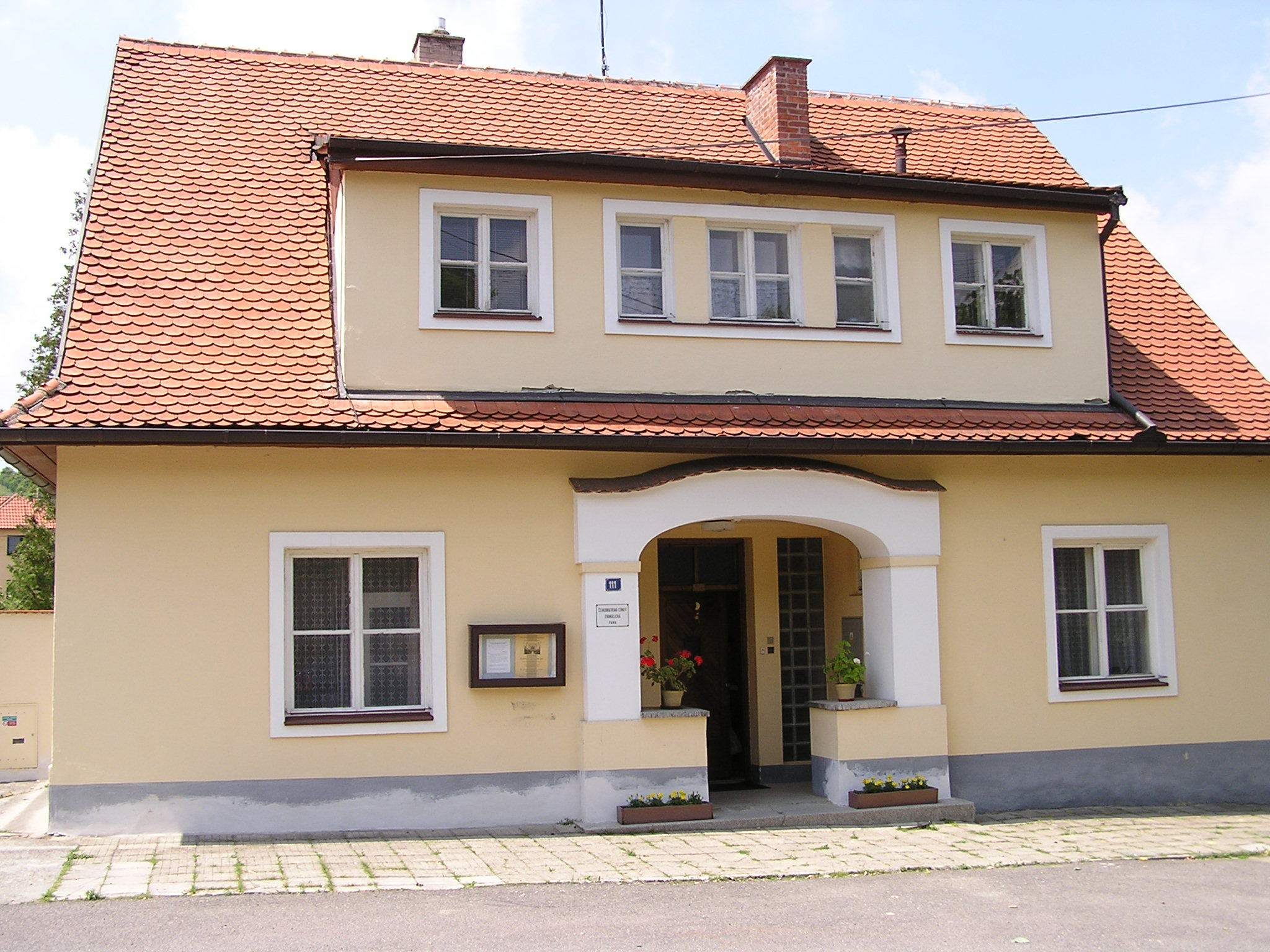
Evangelische Pfarre

Javorník (deutsch Jawornik) ist eine Gemeinde in Tschechien. Sie liegt 15 Kilometer südöstlich von Veselí nad Moravou und gehört zum Okres Hodonín.

## Geographie
Javorník befindet sich im Landschaftsschutzgebiet Bílé Karpaty in den Weißen Karpaten. Das Dorf liegt an der Einmündung des Baches Hrubý potok in die Velička. Vier Kilometer südöstlich verläuft die Grenze zur Slowakei. Nördlich erhebt sich der Háj (573 m), im Südosten der Hradisko (636 m), südlich der Výzkum (630 m), im Südwesten der Stráň (550 m) und Bojiště (438 m) sowie westlich der Léšť (418 m). Westlich des Dorfes verlaufen die Staatsstraße I/71 von Blatnice pod Svatým Antonínkem zur slowakischen Grenze sowie die Bahnstrecke Nové Mesto nad Váhom–Veselí nad Moravou. Die dortige Bahnstation trägt den Namen Javorník nad Veličkou zastávka. Südwestlich des Dorfes entspringt die Teplica. 
Nachbarorte sind Blatnička im Norden, Suchov, Trnovský Mlýn, Suchovské Mlýny, Pod Kozimelkou, Petruchův Mlýn und Kománkův Mlýn im Nordosten, Nová Lhota im Osten, Stará Myjava und Brestovec im Südosten, Myjava im Süden, Vrbovce im Südwesten, Kuželov und Hrubá Vrbka im Westen sowie Lipov und Velká nad Veličkou im Nordwesten.

## Geschichte
Die erste schriftliche Erwähnung von Javorníček erfolgte im Jahre 1370, als Markgraf Johann Heinrich als  das Dorf zusammen mit Velká an Beneš von Krawarn auf Strážnice überließ. Nach dem Tode Georg Strážnickýs von Krawarn erbte 1466 dessen Tochter Elisabeth und ihr Mann Perchtold von Leipa auf Mährisch Kromau. Nachdem dieser 1482 verstorben war, heiratete Elisabeth 1483 in zweiter Ehe Peter IV. von Rosenberg. Drei Jahre später verpfändeten Peter und Wok II. von Rosenberg die Herrschaft Strážnice mit dem Gut Velká und allem Zubehör für 30.000 Dukaten erblich an Johann d. Ä. von Zierotin auf Fulnek. Nach dem Tode von Elisabeth von Krawarn († 1500) traten die Rosenberger die Herrschaft Strážnice im Jahre 1501 förmlich an Johann von Zierotins Witwe Machna und dessen Söhne Johann, Bartholomäus, Georg und Viktorin ab. Im 16. Jahrhundert wurde bei Javorník umfangreicher Weinbau betrieben. Zu dieser Zeit siedelten sich in Velká und Javorník Mährische Brüder an. 
Nachdem Johann Dietrich d. J. von Zierotin 1620 verstorben war, wurde die Herrschaft für 200.000 Rheinische Gulden an  Franz von Magnis verkauft, der im gleichen Jahre zum Grafen von Straßnitz erhoben wurde. Das älteste Ortssiegel stammt von 1697 und trägt die Inschrift DEDINA GEAWORNIK. 1702 verkaufte der überschuldete Anton Graf von Magnis die Allodherrschaft Strážnice meistbietend für 339.000 Rheinische Gulden an Dominik Andreas I. von Kaunitz. Dessen Sohn Maximilian Ulrich veräußerte sie 1716 zum gleichen Preis wieder an den Kurator des schwachsinnigen Joseph Anton von Magnis. Nach dem Josephinischen Toleranzpatent gründete sich in Javorník eine helvetische Gemeinde, die 1782 eine eigene Pfarre bildete. 1827 legte ein Großfeuer das gesamte Dorf in Schutt und Asche. In den 1830er Jahren brach eine Choleraepidemie aus. Wegen der großen Not wanderten zu dieser Zeit zahlreiche Einwohner nach Amerika aus. Im Jahre 1834 bestand Javorník aus 141 Häusern und hatte 897 Einwohner, von denen lediglich 20 Katholiken waren. Katholischer Pfarrort war Velká. Bis zur Mitte des 19. Jahrhunderts blieb Javorník immer den Grafen von Magnis auf Strážnice und zum Gut Velká untertänig. 
Nach der Ablösung der Patrimonialherrschaften bildete Javorník/Jawornik ab 1850 eine Gemeinde in der Bezirkshauptmannschaft Göding und dem Gerichtsbezirk Strážnice. 1927 nahm die Bahnstrecke Myjava–Veselí nad Moravou den Betrieb auf. Zwischen 1949 und 1960 gehörte Javorník zum Okres Veselí nad Moravou und kam nach dessen Auflösung zum Okres Hodonín zurück. Nach der Teilung der Tschechoslowakei wurde Javorník 1993 zum Grenzort zur Slowakei. Der südöstlich an der Katastergrenze mit Kuželov gelegene Bahnhof Vrbovce an der Bahnstrecke Nové Mesto nad Váhom–Veselí nad Moravou wurde zum Grenzbahnhof und erhielt den Namen Javorník nad Veličkou. Im Zuge einer Grenzbereinigung wurden 1997 der Bahnhof und die Ansiedlung U Sabotů im Austausch gegen Sidónia an die Slowakei abgetreten und dem Kataster von Vrbovce zugeordnet. U Sabotů wurde 1998 in Šance umbenannt. 
Westlich des Ortes befindet sich eine große Lehmgrube, bei der früher eine Ziegelei bestand. Südlich von Javorník liegt das Ski areál Filipov, das eine große und eine Kinderpiste umfasst. 
Das Dorf bildet eine evangelische Insel in der katholischen Region Horňácko.

## Gemeindegliederung
Für die Gemeinde Javorník sind keine Ortsteile ausgewiesen. Zu Javorník gehören die Ansiedlungen Filipov, Pod Kozimelkou, Petruchův Mlýn und Kománkův Mlýn.

## Sehenswürdigkeiten
- evangelische Kirche, die 1782–1783 errichtete Kirche brannte 1827 zusammen mit dem Pfarrhaus und der Kirchenschule nieder. Im Jahre 1855 wurde sie wieder aufgebaut, die zuvor zusammengestürzten Gewölbe wurden nicht wieder erneuert.
- Glockenturm aus dem Jahre 1733, der dahinter befindliche Friedhof wurde 1956 aufgehoben
- denkmalgeschützte Chaluppen in der Ortslage Kopánky
- Gruppe gezimmerter Heuscheuer im östlichen Teil des Dorfes
- Landschaftsschutzgebiet CHKO Bílé Karpaty
- Hradisko, auf dem bewaldeten Berg befand sich im 2. Jahrtausend v. Chr. eine Burgstätte, erhalten sind mächtige Wälle
- Naturschutzgebiet Jazevčí, nordöstlich des Dorfes im Tal der Velička
- Aussichtsturm Drahy u Javorníku, südwestlich von Javorník
- Tal Filipovské údolí des Hrubý potok
- Naturdenkmal Nad Vápenkou, südwestlich von Javorník